# 城区 (晋城市)
城区（じょう-く）は中華人民共和国山西省晋城市に位置する市轄区。

## 歴史
春秋時代には垂棘と称されていた。秦朝による中国統一後は高都県（現在の沢州県高都鎮）が設置された。598年（開皇18年）に丹川県と改称された。唐朝が成立すると間もなく廃止されたが、620年（武徳3年）に晋城県として再設置、905年（天祐2年）に丹川県と改称された。
五代十国時代、後唐により晋城県と改称、明朝が成立すると洪武初年には晋城県が廃止され、管轄区域は沢州の直轄とされた。1728年（雍正6年）には沢州府の設置に伴い県域には鳳台県が設置された。
1914年（民国3年）に晋城県と改称、1983年には県級市に昇格し晋城市とされた。1985年に地級市の晋城県が設置される際に、旧晋城県は城区に改編され現在に至る。

## 行政区画
- 街道:東街街道、西街街道、南街街道、北街街道、鍾家荘街道、西上荘街道、開発区街道
- 郷:北石店鎮